# Gran Premi d'Austràlia del 1990
Resultats del Gran Premi d'Austràlia de Fórmula 1 de la temporada 1990 disputat al circuit d'Adelaida el 4 de novembre del 1990.

## Resultats
| Pos | No | Pilot              | Equip                   | Voltes | Temps/ Retirada  | Pos. de sortida | Punts |
| --- | -- | ------------------ | ----------------------- | ------ | ---------------- | --------------- | ----- |
| 1   | 20 | Nelson Piquet      | Benetton - Ford         | 81     | 1h 49' 44. 570   | 7               | 9     |
| 2   | 2  | Nigel Mansell      | Ferrari                 | 81     | + 3.129 s        | 3               | 6     |
| 3   | 1  | Alain Prost        | Ferrari                 | 81     | + 37.259 s       | 4               | 4     |
| 4   | 28 | Gerhard Berger     | McLaren - Honda         | 81     | + 46.862 s       | 2               | 3     |
| 5   | 5  | Thierry Boutsen    | Williams - Renault      | 81     | + 1' 51.160 min. | 9               | 2     |
| 6   | 6  | Riccardo Patrese   | Williams - Renault      | 80     | + 1 Volta        | 6               | 1     |
| 7   | 19 | Roberto Moreno     | Benetton - Ford         | 80     | + 1 Volta        | 8               |       |
| 8   | 4  | Jean Alesi         | Tyrrell - Ford          | 80     | + 1 Volta        | 5               |       |
| 9   | 23 | Pierluigi Martini  | Minardi - Ford          | 79     | + 2 Voltes       | 10              |       |
| 10  | 25 | Nicola Larini      | Ligier - Ford           | 79     | + 2 Voltes       | 12              |       |
| 11  | 26 | Philippe Alliot    | Ligier - Ford           | 78     | + 3 Voltes       | 12              |       |
| 12  | 8  | Stefano Modena     | Brabham - Judd          | 77     | + 4 Voltes       | 17              |       |
| 13  | 14 | Olivier Grouillard | Osella - Ford           | 74     | + 7 Voltes       | 22              |       |
| Ret | 21 | Emanuele Pirro     | Dallara - Ford          | 68     | Motor            | 21              |       |
| Ret | 27 | Ayrton Senna       | McLaren - Honda         | 61     | Accident         | 1               |       |
| Ret | 17 | Gabriele Tarquini  | AGS - Ford              | 58     | Motor            | 26              |       |
| Ret | 12 | Johnny Herbert     | Lotus - Lamborghini     | 57     | Embragatge       | 18              |       |
| Ret | 3  | Satoru Nakajima    | Tyrrell - Ford          | 53     | Accident         | 13              |       |
| Ret | 16 | Ivan Capelli       | Leyton House - Judd     | 46     | Accelerador      | 14              |       |
| Ret | 11 | Derek Warwick      | Lotus - Lamborghini     | 43     | Caixa canvi      | 11              |       |
| Ret | 15 | Mauricio Gugelmin  | Leyton House - Judd     | 27     | Frens            | 16              |       |
| Ret | 22 | Andrea de Cesaris  | Dallara - Ford          | 23     | Part elèctrica   | 15              |       |
| Ret | 29 | Éric Bernard       | Larrousse - Lamborghini | 21     | Caixa canvi      | 23              |       |
| Ret | 24 | Gianni Morbidelli  | Minardi - Ford          | 20     | Caixa canvi      | 20              |       |
| Ret | 7  | David Brabham      | Brabham - Judd          | 18     | Accident         | 25              |       |
| Ret | 30 | Aguri Suzuki       | Larrousse - Lamborghini | 6      | Transmissió      | 24              |       |
| NVC | 9  | Michele Alboreto   | Arrows - Ford           |        |                  |                 |       |
| NVC | 18 | Yannick Dalmas     | AGS - Ford              |        |                  |                 |       |
| NVC | 10 | Alex Caffi         | Arrows - Ford           |        |                  |                 |       |
| NVC | 31 | Bertrand Gachot    | Coloni - Ford           |        |                  |                 |       |

## Altres
- Pole:  Ayrton Senna 1' 15. 671

- Volta ràpida:  Nigel Mansell 1' 18. 203 (a la volta 75)

- Líders de cursa:  Ayrton Senna 61 voltes (1-61); Nelson Piquet 20 voltes (62-81)